# Abas (Sophist)
Abas war ein antiker griechischer Sophist und Rhetoriker. Über ihn ist nur durch das byzantinische Lexikon Suda bekannt, dass er einen historischen Kommentar (Ίστορικά ύπομνήατα) und ein Werk über Rhetorik (Τέχνη ρητορική) verfasste. Er wird außerdem von den Scholien zu Hermogenes (7,203) zitiert. Demnach muss man seine Lebenszeit nach der des Hermogenes ansetzen. Eduard Schwartz hält es für unwahrscheinlich, dass dieser Abas mit dem gleichnamigen Verfasser von Troika identisch ist.